# بيتر فورجاكس
بيتر فورجاكس (بالمجرية: Forgács Péter)‏ هو مصور ومنتج أفلام ومخرج مجري، ولد في 10 أكتوبر 1950 في ايغر في المجر.

## وصلات خارجية
- الموقع الرسمي
- بيتر فورجاكس على موقع IMDb (الإنجليزية)
- بيتر فورجاكس على موقع ألو سيني (الفرنسية)
- بيتر فورجاكس على موقع أول موفي (الإنجليزية)
- بيتر فورجاكس على موقع قاعدة بيانات الأفلام السويدية (السويدية)
- بيتر فورجاكس على موقع قاعدة بيانات الفيلم (الإنجليزية)
- بيتر فورجاكس على موقع كينوبويسك (الروسية)
- بيتر فورجاكس على موقع كينوبويسك (الروسية)